# Jazzy Christmas
Jazzy Christmas è un album del Paolo Fresu Quintet e Daniele di Bonaventura ed è stato pubblicato nel 2014 e contiene una raccolta di canti di Natale.

## Contenuto
1. White Christmas, 5:40 - Irving Berlin
2. I'll Be Home For Christmas, 4:43 - Buck Ram, Kim Gannon e Walter Kent
3. In sa notte profundha, 7:33 - Pietro Casu, Agostino Sanna
4. Joy to the World, 2:52 - Georg Friedrich Händel, arrang. Lowell Mason
5. Have Yourself a Merry Little Christmas, 7:03 - Hugh Martin, Ralph Blane
6. The Christmas Song, 9:46  -  Mel Tormé e Bob Wells
7. Notte de chelu, 4:26 - Pietro Casu, Agostino Sanna
8. Till Bethlehem, 4:31 -
9. O Little Town of Bethlehem, 8:54 -  Phillips Brooks e Lewis Redner
10. Naschid’est in sa cabanna, 5:34 - Pietro Casu, Agostino Sanna
11. Adeste Fideles, 4:14 -  ignoto, Trascritto da John Francis Wade

## Musicisti
- Paolo Fresu - Trumpet, Flugelhorn and Electronics
- Roberto Cipelli - Piano
- Tino Tracanna - Tenor e soprano Saxophones
- Attilo Zanchi - Double Bass
- Ettore Fioravanti - Drums
- Daniele Di Bonaventura- Bandoneón